# Brogitarus
Brogitarus (celt.: Brogitarix; łac.: Brogitarus; gr.: Βρογιτάρος, Brogitáros) (zm. 52 p.n.e.) – tetrarcha celtyckich Trokmów we wschodniej Galacji w latach 63-52 p.n.e., król świątynnego państwa bogini Kybele w Pesynuncie (Pessinus) w latach 63-58 p.n.e. Zięć Dejotara I Filoromajosa, króla Galacji.
Brogitarus był tetrarchą celtyckich Trokmów, jednego z trzech tradycyjnych „ludów” galackich, obok Tolistoagów (Tolistobogów) na zachodzie oraz Tektosagów (z ośrodkiem w Ankyrze) w centrum.
Trokmowie zamieszkiwali na terenie wschodniej Galacji w Azji Mniejszej. Ich centrum to Tawium, które było ważnym miejscem na szlaku drogowym. Wódz rzymski Pompejusz Wielki po pokonaniu Mitrydatesa VI Eupatora, króla Pontu, i opanowaniu państwa Seleucydów, utworzył na jego obszarze wiele prowincji i państw zależnych od Rzymu. W 63 r. tetrarchia Trokmów była przyznana (lub potwierdzona) Brogitarusowi, który otrzymał w dodatku pas ziemi wraz z fortecą Mithridatium, odłączonego od południowo-zachodniego terytorium królestwa Pontu. Otrzymał także świątynne państwo bogini Kybele w Pesynuncie (Pessinus). Trybun Pompejusza Klodiusz doprowadził do usunięcia tutejszego arcykapłana i wstawienia na jego miejsce Brogitarusa z tytułem króla. Ten utracił jednak to państwo na rzecz Dejotara w 58 r.
Brogitarus był żonaty z Adobogioną, córką Dejotara I Filoromajosa, króla Galacji. Nie jest pewne, czy zmarł śmiercią naturalną w 52 lub 51 r. Adobogiona, wdowa po nim, prawdopodobnie poślubiła Kastora, tetrarchę Tektosagów. Natomiast tetrarchia Trokmów została nieprawnie przejęta przez Dejotara I. Prawa do tetrarchii miał Mitrydates z Pergamonu, syn siostry Brogitarusa, także Adobogiony. Ten otrzymał tetrarchię od Cezara w 47 r. Po śmierci Mitrydatesa tego samego roku, tetrarchia wróciła ponownie w ręce Dejotara.